# خافيير كامارا
خافيير كامارا (بالإسبانية: Javier Cámara)‏ (و. 1967 – م) هو ممثل، ومخرج سينمائي من إسبانيا . ولد في منطقة لا ريوخا .

## روابط خارجية
- خافيير كامارا على موقع IMDb (الإنجليزية)
- خافيير كامارا على موقع قاعدة بيانات الأفلام العربية
- خافيير كامارا على موقع ألو سيني (الفرنسية)
- خافيير كامارا على موقع تيرنر كلاسيك موفيز (الإنجليزية)
- خافيير كامارا على موقع أول موفي (الإنجليزية)
- خافيير كامارا على موقع قاعدة بيانات الأفلام السويدية (السويدية)
- خافيير كامارا على موقع قاعدة بيانات الفيلم (الإنجليزية)
- خافيير كامارا على موقع كينوبويسك (الروسية)